# Обонн
Обонн (фр. Eaubonne) — муниципалитет во Франции, в регионе Иль-де-Франс, департамент Валь-д'Уаз. Население — 23 640 человек (2006). Муниципалитет расположен на расстоянии около 17 км севернее Парижа, 17 км восточнее Сержи.

## Демография
Динамика населения (INSEE):